# 기쿠치 슌스케
기쿠치 슌스케(일본어: 菊地 俊介, 1991년 10월 4일 ~ )는 일본의 전 축구 선수이다.

## 구단 경력
그는 2014년부터 2024년까지 J리그의 쇼난 벨마레, 오미야 아르디자, 에히메 FC에서 활동하였다.